# Hegel-Studien
Die Hegel-Studien wurden 1961 in Verbindung mit der Hegel-Kommission der Deutschen Forschungsgemeinschaft begründet und entstanden im engen Zusammenhang mit der Arbeit an der historisch-kritischen Gesamtausgabe „Georg Wilhelm Friedrich Hegel, Gesammelte Werke.“ Veröffentlicht werden Originalbeiträge vorzugsweise in deutscher, aber auch in englischer und französischer Sprache.

## Konzept und Inhalt
Der Schwerpunkt der Zeitschrift lag stets auf Hegels Philosophie. Zusätzlich sind die Hegel-Studien nun auch für andere Autoren und Debatten der Klassischen Deutschen Philosophie offen und bieten stärker systematisch orientierten Beiträgen ein Forum, soweit dies einen signifikanten Gewinn für die Auseinandersetzung mit der Epoche um 1800 und einen Bezug auf gegenwärtige Diskussionen verspricht.
Die Bände der Hegel-Studien sind gegliedert in die Abteilungen Abhandlungen, Buchkritik und Bibliographie. Veröffentlicht werden Originalbeiträge vorzugsweise in deutscher, aber auch in englischer und französischer Sprache. Eingesandte Artikel werden in einem anonymisierten Verfahren begutachtet (double-blind peer review).

### Fortlaufende Bibliographie
Die fortlaufende Bibliographie der Hegel-Studien sucht das nicht selbständig erschienene Schrifttum über Hegel (Abhandlungen aus Zeitschriften, Sammelbänden usw.) möglichst breit zu erfassen und durch kurze Inhaltsreferate bekanntzumachen. Die Beiträge werden alphabetisch nach dem Namen der Autoren angeordnet. Hier werden sie interessierten Wissenschaftlerinnen und Wissenschaftlern kostenfrei zur Verfügung gestellt.

## Herausgeber
Herausgeber waren bis einschließlich Band 35 im Jahr 2000 Friedhelm Nicolin und Otto Pöggeler. 1999 wurde der Verlagswechsel zum Felix Meiner Verlag vollzogen. Beginnend mit Band 36 im Jahr 2001 wurden Walter Jaeschke und Ludwig Siep als neue Herausgeber aktiv. Ab Band 47 im Jahr 2014 wurden die Hegel-Studien von Birgit Sandkaulen und Michael Quante herausgegeben, in enger Zusammenarbeit mit den bisherigen Herausgebern. Ab Band 56 gibt Birgit Sandkaulen gemeinsam mit Brady Bowman und in Verbindung mit Walter Jaeschke (†) und Michael Quante die Hegel-Studien heraus.

### Wissenschaftlicher Beirat
Dem wissenschaftlichen Beirat der Hegel-Studien gehören derzeit (Stand 1/2025)  Andreas Arndt, Myriam Bienenstock, Dina Emundts, Christoph Halbig, Gunnar Hindrichs, Stephen Houlgate, Luca Illetterati, Jean-François Kervégan, Anton Friedrich Koch, James Kreines, Maria del Carmen Paredes Martín, Francesca Menegoni, Dean Moyar, Angelica Nuzzo, Taiju Okochi, Mahamadé Savadogo, Sally Sedgwick und Pirmin Stekeler-Weithofer an.